# L'Union bretonne

L'Union bretonne est un journal quotidien de tendance bonapartiste, créé en avril 1849 à Nantes pour succéder à L'Ouest.

## Histoire
L'Union bretonne a été fondé par Olivier Merson, artiste-peintre et Ernest Merson (1819-1905), journaliste et écrivain, les deux fils de Pierre-François-Casimir Merson, un écrivain et imprimeur de la ville. Ernest Merson assume la présidence du journal et le représente dans les instances professionnelles comme l'« Association de la presse plébiscitaire des départements », bonapartiste. ll fut plus tard nommé en 1868 directeur politique du journal Le Constitutionnel et publia en 1890 une autobiographie, Confidence d'un journaliste.
Un an seulement après sa création, le journal est attaqué en diffamation par vingt-cinq professeurs du lycée, soutenus par le maire de Nantes, Évariste Colombel, et par trois autres journaux de la ville pour avoir mis en cause les professeurs d'un lycée dans l'affaire Sklower, du nom d'un professeur d'allemand juif, Sigismond Sklower, muté d'office en octobre 1850 parce que L'Union bretonne l'avait accusé de tenir des discours partisans en faveur du socialisme, devant ses élèves. Le professeur avait été acquitté, mais le journal aussi.
L'Union bretonne était le principal organe bonapartiste de province. En 1862, il a reçu une subvention du gouvernement du Second Empire. En 1866, il tire à une moyenne de 339 000 exemplaires, selon un rapport de la préfecture. Le journal s'est heurté au clergé qui a prêché le désabonnement et en a proscrit la lecture. À la même époque, deux autres quotidiens sortent des imprimeries à Nantes : Le Phare de la Loire (républicain) et L'Espérance du peuple (monarchiste).